# Isthmus Bureau of Shipping
Het Isthmus Bureau of Shipping is een in 1995 opgericht classificatiebureau. Ze verricht wettelijk voorgeschreven onderzoeken en classificatie-onderzoeken voor schepen en rederijen. Het hoofdkwartier is in de Panamese plaats Balboa.